# Edoardo Semenza
Edoardo Semenza (Vittorio Veneto, 24 agosto 1927 – Ferrara, 31 maggio 2002) è stato un geologo italiano.

## Biografia

### La famiglia
Detto "Edo", era il quarto dei cinque figli dell'ingegnere milanese Carlo Semenza e di sua moglie Emilia Barioli. Portava il nome del nonno materno, Edoardo Barioli. Visse e crebbe a Venezia, dove il padre era dirigente centrale e responsabile della progettazione degli impianti idroelettrici della SADE.

### La carriera

Franco Mantovani e il suo maestro Edoardo Semenza.

Studiò all'università di Padova, dove si laureò in scienze geologiche nel 1955, discutendo con i professori Angelo Bianchi e Giambattista Dal Piaz la tesi sulla geologia, petrografia e geologia applicata della Val d'Avio, gruppo dell'Adamello. Iniziò la sua carriera universitaria nel 1956, presso il nuovo corso di laurea in scienze naturali dell'università di Ferrara, come assistente incaricato alla cattedra di geologia, ricoperta da Piero Leonardi fino al 1959. Assistente con la qualifica di aiuto dal 1963, fu assistente ordinario fino al 1976. Fu fondatore e coordinatore del primo dottorato in geologia applicata, in consorzio con gli istituti di Milano Statale, Milano Politecnico e Padova. Nel 1975 vinse il concorso nazionale di geologia stratigrafica, e fu chiamato dall'università di Palermo come professore straordinario di geologia del sottosuolo. Professore ordinario dal 1979, fu chiamato dall'università di Ferrara a ricoprire la cattedra di geologia applicata nel 1982, incarico che mantenne fino al novembre 2000, quando andò in pensione.
La geologia classica fu la principale attività di ricerca, documentata da numerose carte geologiche e relative note illustrative, rivolta sia agli aspetti stratigrafici che tettonici. L'area di studio comprendeva le Dolomiti, i Colli Berici, le Prealpi Venete e Friulane, la Carnia, e il Trentino meridionale e occidentale. Nei suoi quarantaquattro anni di professione universitaria, praticò mansioni di insegnamento: paleontologia dal 1956 al 1962, geografia fisica dal 1962 al 1968, rilevamento geologico dal 1967 al 1969, geologia applicata dal 1970 al 1976, geologia del sottosuolo a Palermo dal 1976 al 1982, rilevamento geologico tecnico dal 1996 al 2000. Già pochi mesi dopo la laurea, fu incaricato dalla SADE di esaminare un progetto per una piccola traversa sul Piave presso Belluno, e di studiare la geologia per la costruenda galleria di derivazione tra i due serbatoi di Vodo sul torrente Boite, e quello di Pontesei sul torrente Maè. Fu socio di numerose società scientifiche italiane e straniere: dal 1953 della Società Geologica Italiana, dal 1958 dell'Associazione Internazionale Idrogeologi, dal 1972 della International Association of Engineering Geology e dal 1974 della European Geophysical Society.
Nel 1967, prestò il suo contributo nell'opera pubblicata a cura di Leonardi: Le Dolomiti. Geologia dei Monti tra Isarco e Piave. Per vari anni ricoprì l'incarico di presidente del consiglio del corso di laurea in scienze geologiche, e fu direttore del dipartimento di scienze geologiche e paleontologiche dal 1997 al 2000. Dal 1969 fino alla sua scomparsa, fu presidente della Società Naturalisti Ferraresi. Dal 1969 al 1971, fece parte del comitato di redazione della rivista Geologia tecnica edita dall'Associazione nazionale geologi italiani. Dal 1970 al 1972, fu membro della commissione di tettonofisica del CNR, e fino al 1974 del consiglio scientifico del laboratorio della geofisica della litosfera del CNR. Fu inoltre membro del gruppo nazionale CNR per la difesa dalle catastrofi idrogeologiche e presidente della commissione per la classificazione e nomenclatura dei fenomeni franosi. Nel 1971, svolse ricerche promosse dal comitato nazionale di studio dei fenomeni di subsidenza per la salvaguardia della città di Venezia, in collaborazione con Leonardi e Fiorenzo Vuillermin. Nel 1972, divenne consigliere nazionale dell'ordine professionale dei geologi, e fece parte della commissione centrale dello stesso ordine fino al 1982.
Nel 1980-81 pubblicò diverse pubblicazioni riguardanti i fogli della carta tettonica delle Alpi meridionali. Nel 1985, pubblicò la classificazione e nomenclatura dei fenomeni franosi con A. Carrara e B. D'Elia. Nel 1985, collaborò con gli ingegneri geotecnici statunitensi Alfred Hendron e Franklin Patton allo studio di fattibilità di una diga sul Columbia, tra Stati Uniti e Canada: si rischiava la caduta di una frana a Downie, più estesa di quella del monte Toc, ma grazie all'applicazione di tecniche di drenaggio della falda sotterranea, si poté evitare un disastro. Nel 1988, studiò la frana del torrente Tessina che portò alla progettazione di una galleria drenante per la stabilizzazione della colata che minacciava alcuni paesi dell'Alpago.
In seguito al disastro del Vajont maturò l'idea che per la prevenzione dei disastri naturali era fondamentale lo studio approfondito della geologia prima della progettazione di qualsiasi lavoro di ingegneria civile.

### La diga del Vajont

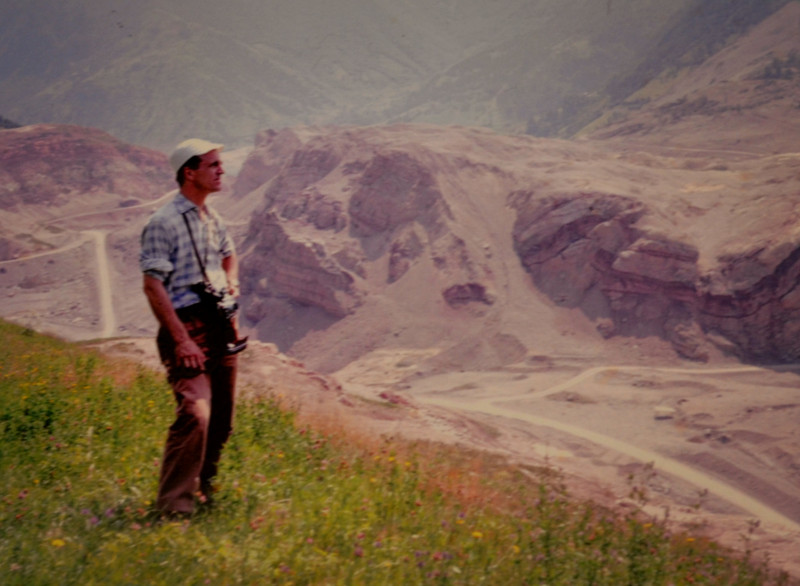
Edoardo Semenza che osserva la frana del monte Toc il 21 luglio 1964.

Dedicò gran parte dei suoi studi alla diga del Vajont. La frana di Pontesei, caduta il 22 marzo 1959, destò moltissime preoccupazioni e dal 25 luglio svolse, insieme a Leopold Müller, Mario Pancini e il padre, ulteriori indagini sulle sponde del futuro invaso, scoprendo per primo parte della paleofrana sul versante sinistro della valle, poco a monte della diga allora in costruzione. Da fine settembre la frana venne studiata insieme al neo geologo Franco Giudici, e tra fine di luglio e inizio agosto 1960 fece un nuovo rilievo, arrivando a scoprire il perimetro della frana, che quattro anni dopo, il 9 ottobre 1963, causò quasi duemila morti.
Soltanto le sue analisi, che non furono mai inviate dalla SADE agli organi di controllo, ricalcavano e confermavano assolutamente le teorie di Müller, ma al contrario del geotecnico austriaco aveva annotato che la base del corpo di frana era contrassegnata da un livello argilloso, riconoscendone la pericolosità per un possibile ruolo fondamentale nel movimento franoso in blocco. I rapporti con il padre e con gli altri tecnici della SADE erano più che buoni, improntati a reciproca fiducia. Nel giugno 1960, dopo aver letto la sua perizia, che non consigliò mai l'abbandono del bacino, il padre gli suggerì di ammorbidirla un po', facendola rivedere dal suo professore, il geologo Giorgio Dal Piaz. In realtà, il padre aveva dato credito alla sua relazione e infatti, già nell'estate del 1960, partirono una serie di sondaggi, approfondimenti e verifiche.
Il 30 agosto 1961, in occasione di una visita del padre al modellino di Nove, ebbe modo di suggerire che sarebbe stato opportuno modificare il piano di scivolamento della frana in modo da renderlo più simile all'andamento degli strati. A questo proposito preparò una serie di profili dai quali emergesse l'andamento del piano di scivolamento. Questo materiale venne utilizzato per la costruzione di un nuovo piano di scivolamento su cui venne svolta un'altra serie di esperimenti. Inoltre consigliò l'uso di blocchetti al posto della ghiaia, come materiale di frana, poiché, a suo parere, ciò rispondeva meglio alla natura del fenomeno che si prevedeva, ma avrebbero comportato grosse resistenze di attrito sulla superficie di movimento, che nella realtà non vi erano, quindi si continuò a usare la ghiaia. Mai, però, aveva presagito una catastrofe di quelle dimensioni.
Alla fine del 1961, dopo la morte del padre, il nuovo ingegnere capo, Alberico Biadene, rinunciò alle sue consulenze. Aveva sempre respinto anche la sola idea di un errore commesso dai protagonisti della vicenda. Nel 1965, pubblicò la sintesi degli studi geologici sulla frana del Vajont dal 1959 al 1964 e, in collaborazione con Daniele Rossi, le carte geologiche del monte Toc e zone limitrofe, prima e dopo il fenomeno di scivolamento dell'ottobre 1963. Partecipò quindi come tecnico della SADE al processo del Vajont, che si tenne a L'Aquila.

### Gli ultimi anni
Fu presidente della legione di Maria dell'arcidiocesi di Ferrara. La tragedia del Vajont lo segnò molto e cercò fino alla fine di difendere la memoria del padre, presentato in particolare da Tina Merlin, Marco Paolini, Renzo Martinelli e L'Unità come un personaggio totalmente diverso da quello che lui riteneva.
Dal 1976, collaborò attivamente con Hendron e Patton allo studio per l'analisi geotecnica del comportamento della frana del Vajont. Nel settembre 1986, a conclusione di questo studio, organizzò presso l'università di Ferrara la sessione annuale del convegno internazionale di Penrose sulla frana del Vajont, procedimento del 1992. La sintesi di tutti gli studi sul Vajont vide la luce nel novembre 2001, sei mesi prima della sua scomparsa, con la pubblicazione del libro La storia del Vaiont raccontata dal geologo che ha scoperto la frana.
Morì a Ferrara il 31 maggio 2002 ed è sepolto al cimitero di Mizzana, insieme alla moglie.

## Vita privata
Si sposò con Franca Salvi ed ebbe sei figli, tra cui Paolo, Pietro e Michele.

## Nei media

### Cinema
- Nel film Vajont del 2001, diretto dal regista Renzo Martinelli, è stato impersonato da Jean-Christophe Brétignière.[27]

### Televisione
- Vajont - Una tragedia annunciata, documentario de La storia siamo noi del 1996, intervistato.

### Fumetti
- Vajont: storia di una diga, Francesco Niccolini (sceneggiatura), Duccio Boscoli (disegni), Padova, BeccoGiallo, 2018, ISBN 9788833140421, OCLC 1090201035.